# Плакса, Родион Олегович
Родио́н Оле́гович Пла́кса (укр. Родіон Олегович Плакса; род. 22 января 2002, Угледар, Донецкая область) — украинский футболист, полузащитник клуба «Буковина».

## Биография
Родился 22 января 2002 года. В детско-юношеской футбольной лиге Украины с 2015 по 2019 год выступал за донецкий «Шахтёр» и мариупольскую «Олимпию-Азовсталь» — 59 матчей (15 голов).
Летом 2019 года перешёл в стан «Мариуполя». В сезоне 2019/20 дебютировал в чемпионате Украины среди юношеских команд, а в следующем сезоне — в молодёжном первенстве страны. Дебют в основном составе «Мариуполя» состоялся 30 октября 2020 года в матче чемпионата Украины против донецкого «Шахтёра» (1:4). Свое первое и последнее результативное действие в «Мариуполе» сделал 9 мая 2021 года против «Десны», отдав голевой пас.
18 июля 2022 года перешёл в одесский «Черноморец» свободным агентом, в составе которого в течение сезона в том небольшом количестве матчей — результативными действиями не отличился.
Летом 2023 подписал контракт с клубом «Александрия». 11 декабря 2023 года в матче против харьковского «Металлиста 1925» на 75-й минуте отметился дебютным голом в Украинской Премьер-лиге, а уже на 83-й оформил и дубль.
Вторую половину сезона 2023/24 на правах аренды провёл в перволиговом клубе «Мариуполь», в их составе отличился одним забитым голом в матче против львовских «Карпат».
В первой части 2024/25 сезона играл как за основной состав «александрийцев», так и за их фарм-клуб во второй лиге Украины. 30 октября 2024 года в матче 1/8 финала кубка Украины против клуба «ЮКСА» второй раз в составе «Александрии» оформил дубль. Хотя незадолго до этого (18 октября) дублем отличился и в составе «Александрии-2».
Во второй половине января 2025 года подписал контракт с перволиговым футбольным клубом «Буковина».

## Статистика
| Сезон   | Клуб            | Лига                 | Чемпионат | Чемпионат | Кубок | Кубок | U-21 | U-21 | U-19 | U-19 |
| Сезон   | Клуб            | Лига                 | Игры      | Голы      | Игры  | Голы  | Игры | Голы | Игры | Голы |
| ------- | --------------- | -------------------- | --------- | --------- | ----- | ----- | ---- | ---- | ---- | ---- |
| 2019/20 | Мариуполь       | Премьер-лига Украины |           |           |       |       |      |      | 15   | 6    |
| 2020/21 | Мариуполь       | Премьер-лига Украины | 3         | 0         |       |       | 20   | 2    | 21   | 8    |
| 2021/22 | Мариуполь       | Премьер-лига Украины | 2         | 0         |       |       |      |      | 13   | 4    |
| 2022/23 | Черноморец      | Премьер-лига Украины | 8         | 0         |       |       |      |      |      |      |
| 2023/24 | Александрия     | Премьер-лига Украины | 10        | 2         |       |       |      |      |      |      |
| 2023/24 | Мариуполь       | Первая лига Украины  | 9         | 1         |       |       |      |      |      |      |
| 2024/25 | Александрия     | Премьер-лига Украины | 1         | 0         | 1     | 2     |      |      |      |      |
| 2024/25 | → Александрия-2 | Вторая лига Украины  | 7         | 4         |       |       |      |      |      |      |
| 2024/25 | Буковина        | Первая лига Украины  | 4         | 0         | 1     | 0     |      |      |      |      |

## Достижения
«Александрия»
- Серебряный призёр чемпионата Украины: 2024/25